# Voices in My Head (Riverside)
Voices in My Head è il primo EP del gruppo musicale polacco Riverside, pubblicato il 7 marzo 2005.

## Descrizione
Originariamente distribuito per il proprio fan club, l'EP contiene cinque inediti e tre tracce dal vivo tratte dall'album di debutto Out of Myself registrate il 15 maggio 2004 presso il Traffic Club di Varsavia.
Il 29 giugno 2005 Voices in My Head è stato ripubblicato dalla Mystic Production in Polonia, e l'anno seguente dalla Inside Out Music nel resto del mondo con l'aggiunta del video di Acronym Love.

## Tracce
Testi di Mariusz Duda, musiche dei Riverside.
1. Us – 2:33
2. Acronym Love – 4:44
3. Dna Ts. Rednum or F.Raf – 7:20
4. The Time I Was Daydreaming – 4:53
5. Stuck Between – 3:56
6. I Believe (Live) – 3:59
7. Loose Heart (Live) – 5:27
8. Out of Myself (Live) – 3:42

Traccia bonus multimediale
1. Acronym Love (Video)

## Formazione
Gruppo
- Mariusz Duda – voce, chitarra acustica, basso
- Piotr Grudziński – chitarra
- Michał Łapaj – tastiera
- Piotr Kozieradzki – batteria

Produzione
- Riverside – produzione
- Robert Srzedniccy – produzione, missaggio, mastering, ingegneria del suono (tracce 1-5)
- Magda Srzedniccy – produzione, missaggio, mastering, ingegneria del suono (tracce 1-5)
- Marek Bereszczyński – ingegneria del suono (tracce 6-8)